# Herskind

Herskind är en ort i Skivholme Sogn, Skanderborgs kommun i Region Midtjylland i Danmark. Herskind ligger 17 km väster om Århus.